# Upwelling

Nell'emisfero settentrionale i venti paralleli alla costa (come in California dove soffiano verso Sud) per effetto Ekman possono produrre una risalita delle acque profonde.

L'upwelling, o risalita delle acque profonde, è un fenomeno oceanografico che coinvolge il movimento, provocato dal vento, di grandi masse di acqua fredda, densa e generalmente ricca di nutrienti, che risalgono verso la superficie dell'oceano dove vanno a rimpiazzare l'acqua superficiale più calda, pertanto meno densa e in generale ormai depauperata dei suoi nutrienti.
Queste nuove masse di acqua arricchita in nutrienti stimolano la crescita e riproduzione dei produttori primari come il fitoplancton. La grande biomassa del fitoplancton e la presenza di acqua superficiale più fredda, permettono di identificare le zone di upwelling, rilevabili dalla più bassa temperatura superficiale dell'acqua e dall'alta concentrazione di clorofilla.
L'aumentata disponibilità di nutrienti nelle regioni di upwelling comporta elevati livelli di produzione primaria che favoriscono così l'attività peschereccia, tanto che circa il 25% del totale del pescato marino mondiale proviene dalle cinque zone di upwelling che occupano solo il 5% della superficie oceanica totale. La risalita di acque profonde generata dalle correnti costali ha l'impatto più elevato sulle acque arricchite in nutrienti e conseguentemente sulle rese dell'attività pescatoria. Lo sviluppo della biomassa di fitoplancton dovuto a fenomeni di upwelling è un evento fondamentale in Perù, sulla costa occidentale degli Stati Uniti e in Africa nord-occidentale.

## Meccanismi

Nell'emisfero meridionale i venti paralleli alla costa (come nel Perù, dove soffiano verso Nord) per effetto Ekman possono produrre una risalita delle acque profonde.

Le tre maggiori cause che contribuiscono all'upwelling sono il vento, la forza di Coriolis e il trasporto di Ekman, i quali agiscono in modo diverso nelle varie tipologie di risalita delle acque profonde, producendo però in generale gli stessi effetti.
Nel processo complessivo di upwelling, il vento che soffia sulla superficie del mare in una data direzione provoca un'interazione aria-acqua. In conseguenza di questa azione del vento, l'acqua si sposta perpendicolarmente alla direzione del vento incidente a causa dell'effetto combinato della forza di Coriolis e del trasporto di Ekman. Quest'ultimo provoca un movimento dello strato superficiale dell'acqua ruotato di circa 45 gradi rispetto alla direzione del vento incidente; l'attrito tra lo strato superficiale e quello immediatamente sottostante fa sì che anche gli strati successivi si muovano nella stessa direzione, provocando un moto a spirale discendente lungo la colonna d'acqua. 
A questo punto è la forza di Coriolis che determina in quale verso l'acqua si muove: nell'emisfero Nord l'acqua è incanalata verso destra rispetto alla direzione del vento, mentre nell'emisfero Sud l'acqua si muove verso sinistra. Se il movimento netto risultante dell'acqua è divergente, questo innesca una risalita delle acque profonde per rimpiazzare l'acqua che viene perduta.

## Variazioni

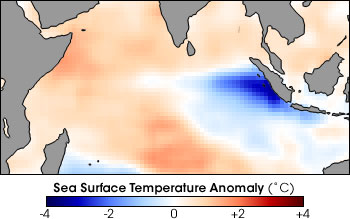
Venti anormalmente forti da est spingono l'acqua calda superficiale (in rosso) verso l'Africa, provocando la risalita dell'acqua più fredda (in blu) lungo le coste di Sumatra.

L'intensità dell'upwelling dipende dalla forza del vento e dalla variabilità stagionale, come pure dalla struttura verticale della colonna d'acqua, dalle variazioni della batimetria del fondale e dall'instabilità delle correnti marine.
In alcune aree, l'upwelling è un fenomeno stagionale che porta a periodici picchi di crescita della produttività simili alla fioritura primaverile del fitoplancton nelle acque costiere. L'upwelling indotto dal vento è innescato dalla differenza di temperatura tra l'aria calda e più leggera al disopra della terra e quella più fredda e densa sopra il mare.
Alle latitudini temperate il contrasto di temperatura è fortemente variabile in funzione della stagionalità, dando luogo a periodi di consistente upwelling in primavera-estate, seguiti da upwelling limitato o assente durante l'inverno. Ad esempio, al largo delle coste dell'Oregon si verificano quattro o cinque picchi di risalita delle acque separati da periodi di quasi assenza del fenomeno, durante i sei mesi di stagionalità dell'upwelling.
Alle latitudini tropicali invece l'escursione termica è molto più costante, dando luogo a un fenomeno uniforme nel corso dell'anno. L'upwelling peruviano è sostanzialmente regolare per tutto l'anno, dando così luogo ad una delle maggiori aree di pesca delle sardine e acciughe.
Negli anni anomali quando i venti regolari come gli alisei si indeboliscono o invertono la direzione, l'acqua che risale è più calda e meno ricca in nutrienti, il che comporta una netta riduzione nella biomassa e produttività del fitoplancton. Questo evento è noto come El Nino-Southern Oscillation (ENSO). L'upwelling peruviano è particolarmente vulnerabile a questo evento che può comportare significative variazioni interannuali della produttività peschereccia.
Anche le variazioni della batimetria hanno un'influenza sulla portata della risalita superficiale delle acque. Per esempio una cresta sottomarina che si estende al largo della costa, tende a produrre condizioni più favorevoli all'upwelling delle regioni circostanti. In questo caso la risalita dell'acqua si origina proprio in corrispondenza del crinale e rimane consistente lungo tutta linea di cresta, pur sviluppandosi anche nelle aree limitrofe.